# نگرته
نگرته (به اسپانیایی: Negrete) یک شهرستان در شیلی است که در استان بیوبیو واقع شده‌است. نگرته ۱۵۶٫۵ کیلومتر مربع مساحت و ۹٬۳۹۴ نفر جمعیت دارد و ۷۱ متر بالاتر از سطح دریا واقع شده‌است.